# Eredivisie 2020/21 (zaalvoetbal)
De Eredivisie is de hoogste zaalvoetbalafdeling in Nederland in de mannencompetitie in het seizoen 2020/2021.
De eredivisie is dit seizoen uitgebreid van 12 naar 16 clubs. De beste vier clubs uit de eerste divisie zijn gepromoveerd en er degradeerde in het vorige seizoen geen club, vanwege het vroegtijdig afbreken van de competitie als gevolg van de coronacrisis in Nederland.
Ook is er dit seizoen geen titelverdediger, er werd geen kampioen uitgeroepen na het afbreken van de competitie in het vorige seizoen.
Drie clubs maken hun debuut in de Eredivisie: VV Texel '94, Be '79 en ZVV Den Haag.
Daarnaast gaat Futsal Apeldoorn dit seizoen verder onder de naam AGOVV.
Dit seizoen zou de eredivisie voor het eerst in twee delen gespeeld worden. De eerst seizoenshelft is een reguliere competitie en bij de tweede seizoenshelft zou er een kampioensgroep zijn die gevolgd zou worden door play offs om het landskampioenschap en een degradatiegroep. De competitie werd echter in oktober na zes speelrondes stilgelegd vanwege de strengere maatregelen van de coronacrisis. Op 10 maart maakte de KNVB bekend dat de competitie werd beëindigd en dat er geen landskampioen en geen degradanten zouden zijn. De Eredivisie zal in het volgende seizoen uit dezelfde clubs bestaan. 

## Deelnemende teams
| Team                          | Plaats           | Sporthal                  |
| ----------------------------- | ---------------- | ------------------------- |
| ASV Lebo                      | Amsterdam        | Calvijn                   |
| FC Eindhoven                  | Eindhoven        | Indoor sportcentrum Zuid  |
| FC Marlène                    | Heerhugowaard    | Waardergolf               |
| Feyenoord Futsal              | Rotterdam        | Topsportcentrum Rotterdam |
| AGOVV                         | Apeldoorn        | Mheenpark                 |
| Hovocubo                      | Hoorn            | De Opgang, Zwaag          |
| Tigers Roermond/Yildrim Group | Roermond         | Gerrishal                 |
| ZVV Groene Ster               | Vlissingen       | Baskenburg                |
| ZVV Volendam                  | Volendam         | de Opperdam               |
| ZVV White Stones              | Egmond aan Zee   | de Watertoren             |
| FCK De Hommel                 | 's-Hertogenbosch | Schutskamp                |
| HV/Veerhuys                   | Hoorn            | Vredehof                  |
| VV Texel '94 (P)              | Texel            | TXL sporthal              |
| Be '79 (P)                    | Berkel-Enschot   |                           |
| Leekster Eagles (P)           | Leek             | Sportcentrum Leek         |
| ZVV Den Haag (P)              | Den Haag         | Zuiderpark (Den Haag)     |

(P) is promovendus

### Ranglijst
Eindstand van de afgebroken eerste fase
| Positie | Club                          | Gespeelde duels - punten |
| ------- | ----------------------------- | ------------------------ |
| 1       | HV/Veerhuys                   | 5 - 13                   |
| 2       | Hovocubo                      | 4 - 12                   |
| 3       | FC Eindhoven                  | 5 - 12                   |
| 4       | Tigers Roermond/Yildrim Group | 5 - 12                   |
| 5       | ZVV White Stones              | 6 - 11                   |
| 6       | FCK De Hommel                 | 5 - 9                    |
| 7       | FC Marlène                    | 5 - 9                    |
| 8       | Be '79                        | 5 - 9                    |
| 9       | ASV Lebo                      | 5 - 7                    |
| 10      | ZVV Volendam                  | 5 - 6                    |
| 11      | ZVV Den Haag                  | 6 - 4                    |
| 12      | ZVV Groene Ster               | 5 - 3                    |
| 13      | VV Texel '94                  | 5 - 3                    |
| 14      | AGOVV                         | 5 - 3                    |
| 15      | Feyenoord Futsal              | 5 - 3                    |
| 16      | Leekster Eagles               | 4 - 1                    |